# National Hockey League Players' Association
De National Hockey League Players Association (NHLPA) is de spelersbond die de ijshockeyers vertegenwoordigd in de National Hockey League. De NHL en de NHLPA zijn onafhankelijk van elkaar, sterker nog: vaak staan ze tegenover elkaar.
De spelersbond is opgericht in 1967, sindsdien behartigt de bond de belangen van de professionele spelers in de competitie. Zo was de bond lastig voor de NHL in de seizoenen 1994-95 en 2004-05, beide keren verbood de NHLPA de spelers te spelen: er werd gestaakt. In 1994 duurde de staking een half seizoen, de reguliere competitie werd teruggebracht naar 36 wedstrijden in plaats van de gebruikelijke 82. Het seizoen 2004-05 lag helemaal stil, het hele seizoen werd geen face-off gehouden. De reden van deze lockout was een salarisplafond, de NHLPA weigerde een verlaging hiervan, een voorstel van de NHL. Uiteindelijk gaf de NHLPA toe en werd het salarisplafond flink verlaagd. Hierdoor krijgen de spelers wel een lager loon, maar hebben de rijkere clubs wel minder macht gekregen.
Het bestuur van de NHLPA bestaat uit een algemeen directeur, die aan het hoofd staat van 30 anderen. Deze dertig mannen zijn allen spelers die hun team vertegenwoordigen. Aan het hoofd van deze spelers staat ook weer een directie van vier, aangevoerd door een 'President'. Deze functie behoorde tot 2006 toe aan oud-speler Trevor Linden en is sindsdien vacant.
Eastern Conference
Western Conference